# Église Notre-Dame-des-Pommiers de Largentière
Pour les articles homonymes, voir Notre-Dame-des-Pommiers.
L'église Notre-Dame-des-Pommiers  de Largentière dans le département de l'Ardèche est une église paroissiale classée au titre des monuments historiques.

## Historique

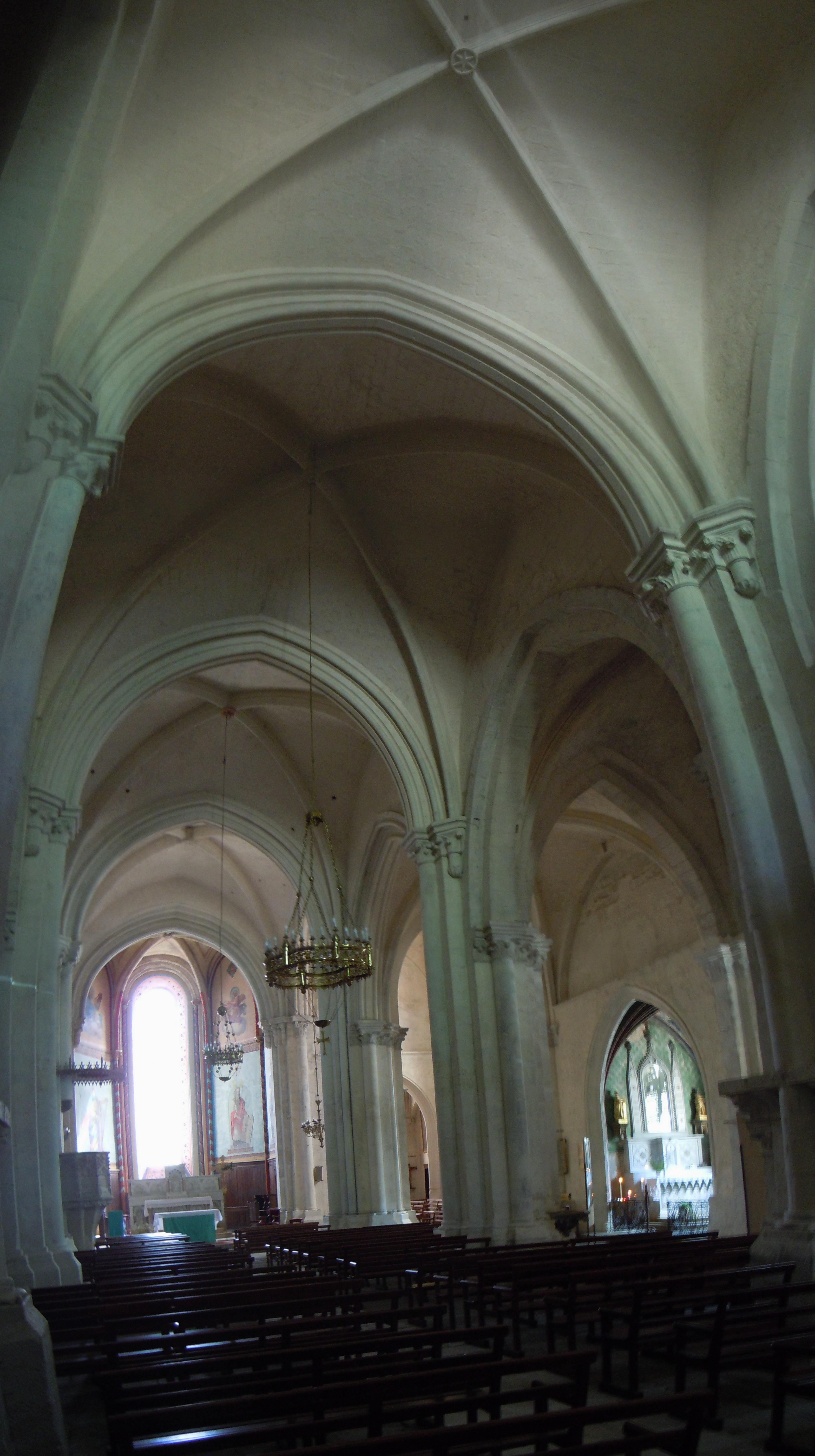
Vue de la nef.

La première mention d'une église ou d'une chapelle date de la fin XIIe siècle. On trouve deux documents citant l'église Beata Maria de Pomeriis. Il est probable que Pomeriis traduit par Pommier ne vient pas du pommier mais du latin pomœrium qui indique un espace consacré autour des remparts sur lequel il est interdit de construire. Cette étymologie probable viendrait de ce que l'église a été bâtie contre les remparts et a fait partie, dans sa partie occidentale, de l'enceinte fortifiée de la ville.
La tour ronde près du porche occidental était une des tours des remparts. 
L'église à trois nefs commencée à la fin du XIIe siècle a conservé des traces de l'influence romane : socle massif des piles avec des colonnes engagées, couronnées de chapiteaux ; éclairage naturel du chœur ; les chapelles encadrant le chœur et les fenêtres originelles de l'église s'ouvrent en arc en plein cintre ; les contreforts des murs extérieurs.
Entre 1209 et 1229, la croisade des Albigeois a été une période troublée dans le Vivarais marquée par l'affrontement entre les comtes de Toulouse et les évêques de Viviers pour la possession des mines de plomb argentifère, la dépossession des comtes de Toulouse de leurs seigneuries, dont celles du Vivarais, au profit des rois de France. 
Avec le début de la mainmise des Capétiens sur le Vivarais, l'architecture gothique s'est imposée : voûte soutenue par des croisées d'ogives ; chapiteaux décorés de feuillages ; les colonnettes tronquées sont supportées par des têtes.
On trouve le blason du comte de Toulouse sur la clé de voûte du chœur, ce qui indique qu'il a été construit avant 1229. Dans le collatéral nord, le blason de France à trois fleurs de lys de saint Louis a été sculpté sur une clé de voûte permettant de dater cette nef de quelques années plus tard. L'église a donc été construite rapidement et achevée vers 1240-1250. 
L'entrée de l'église se trouve sur la façade méridionale, avec des voussures et comportant de chaque côté en prolongement des chapiteaux, deux frises : Annonciation, Angélus, Sirènes y sont représentés.
Les chapelles placées au fond des nefs latérales ont été probablement construites par l'évêque Louis de Poitiers, en 1307. Les chapelles absidiales de Saint-Vincent et Saint-André ont été achevées en 1429 et 1526 ; la chapelle de la Vierge a été fondée en 1519 par Pierre Allamel et la chapelle du Saint-Sépulcre en 1523. L'église a été consacrée un 10 octobre.
L'église n'a pas eu à souffrir des guerres de Religion. En 1562, les protestants ont incendié et détruit le couvent des Cordeliers qui était situé à 200 mètres de l'église. 
Au XIXe siècle, le curé Léorat, curé de Largentière, a fait construire entre 1848 et 1877 la sacristie et, en 1852, trois chapelles (Saint-Joseph, Saint-Louis-de-Gonzague et la chapelle des morts), le porche, le portail et la tribune occidentaux. 
La tour carrée du clocher a été édifiée au-dessus de la chapelle Saint-Vincent au début du XVIIIe siècle, la flèche, en 1868. 

## Le crâne de Saillans

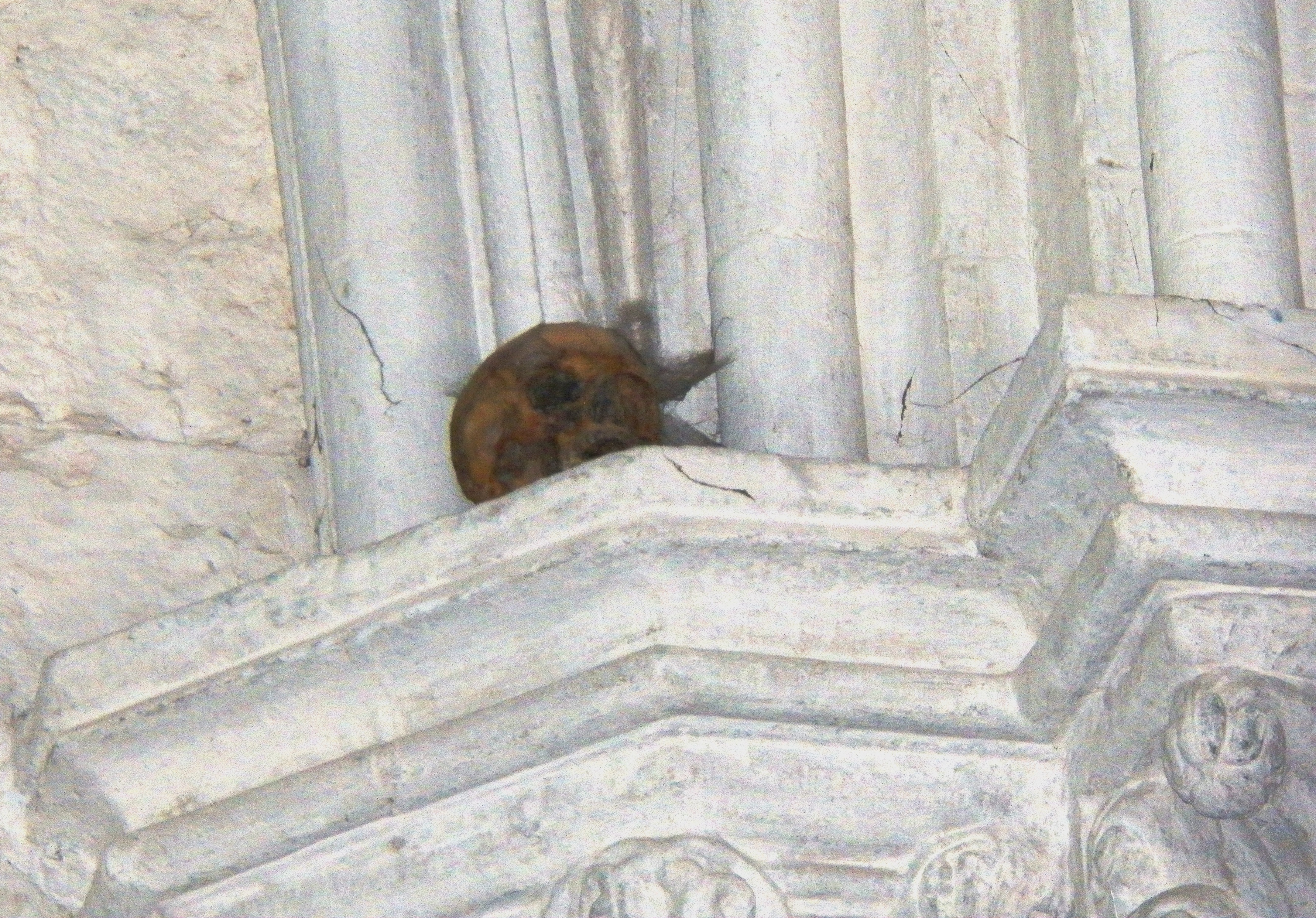
Crane de Saillans 027.

Le crâne de comte de Saillans, organisateur du dernier camp de Jalès exécuté aux Vans en 1792, fut ramené en 1894 à Largentière par le cabaretier-bâtier dit « La Paille » et repose sur un pilier de l'église, l'imposte qui couronne le premier pilier nord de la nef. 

## Classement
L'église (à l'exception du portail ouest et du clocher) fait l’objet d’un classement au titre des monuments historiques depuis le 2 septembre 1907.

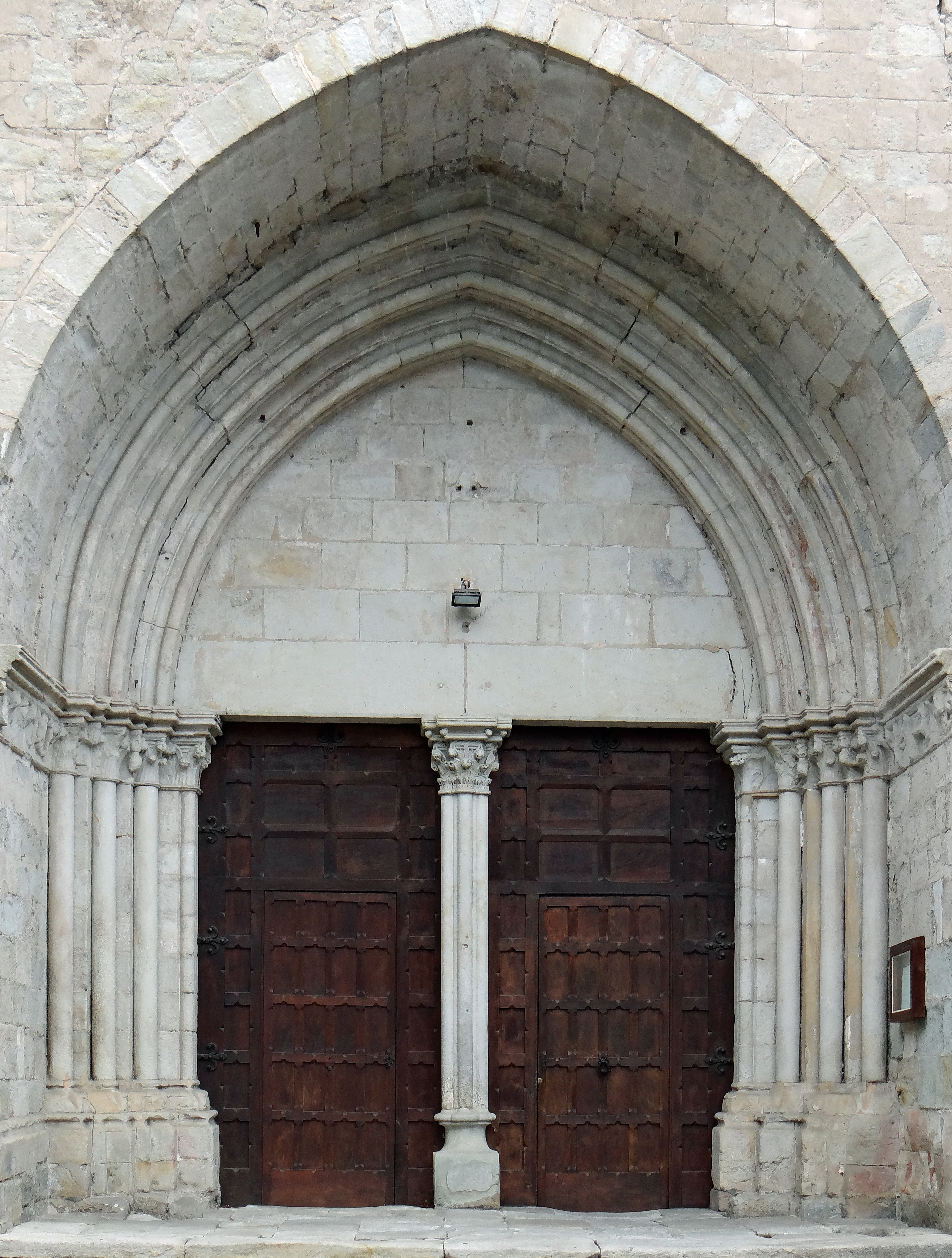
Portail méridional.
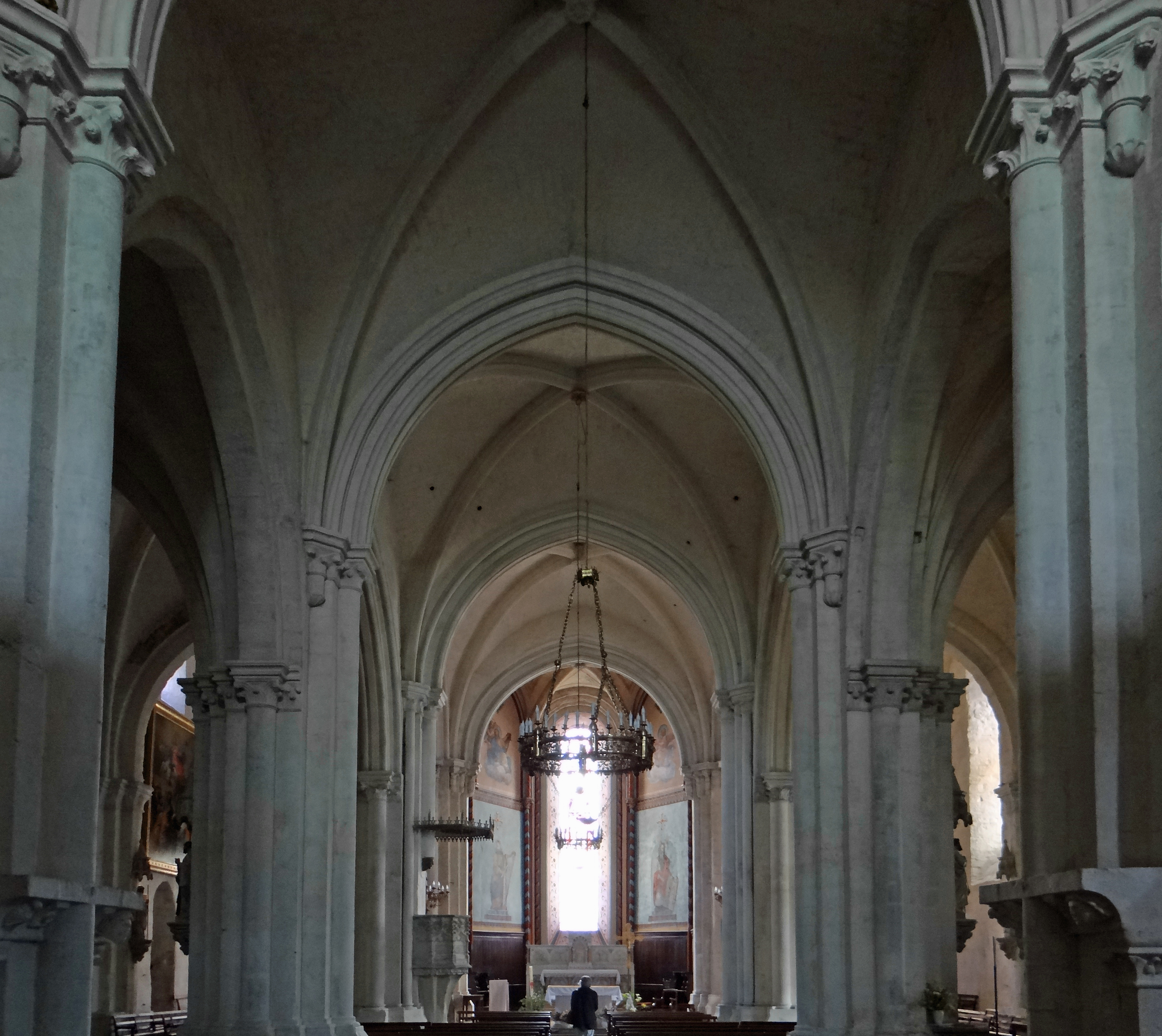
Nef centrale.
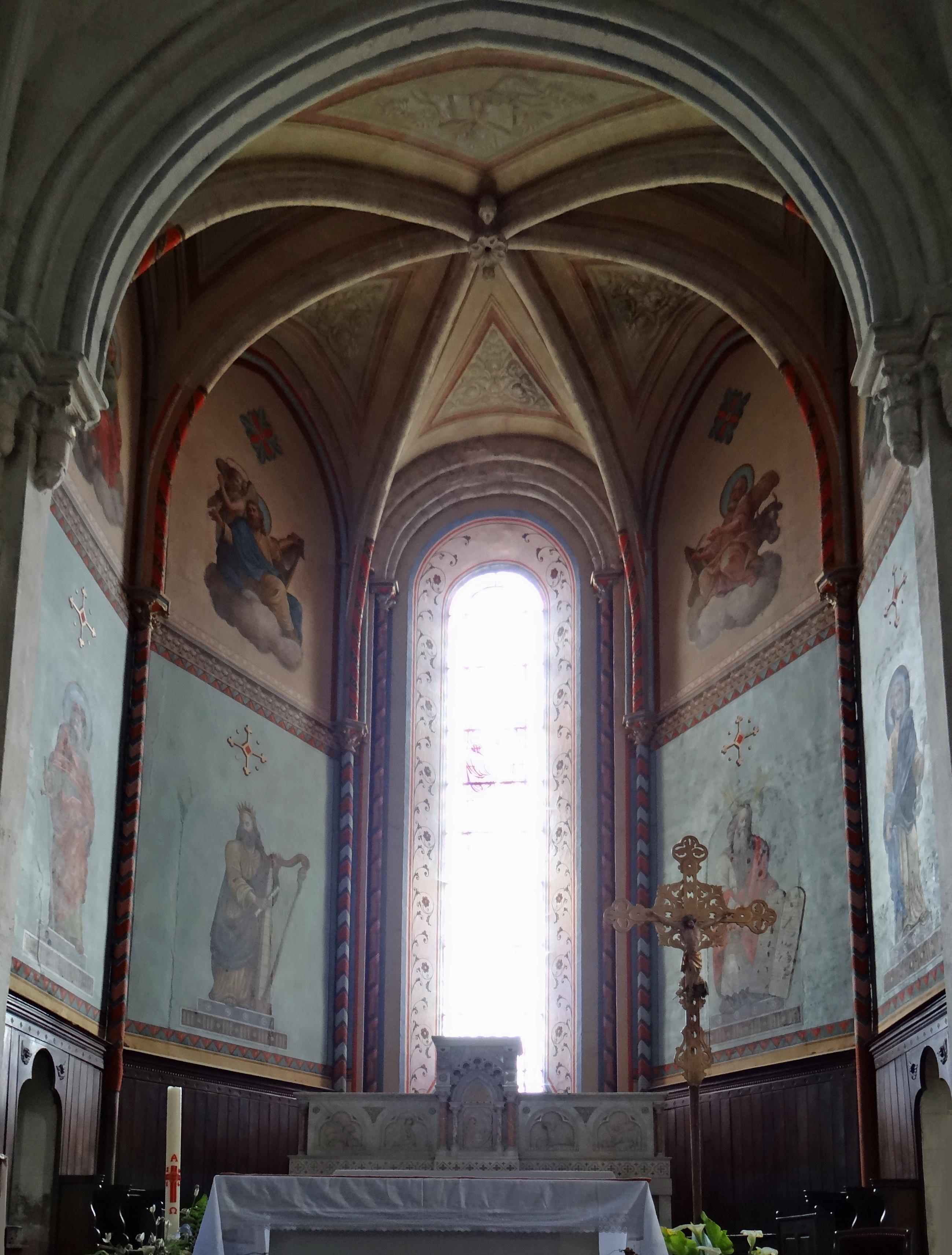
Abside et maître-autel.
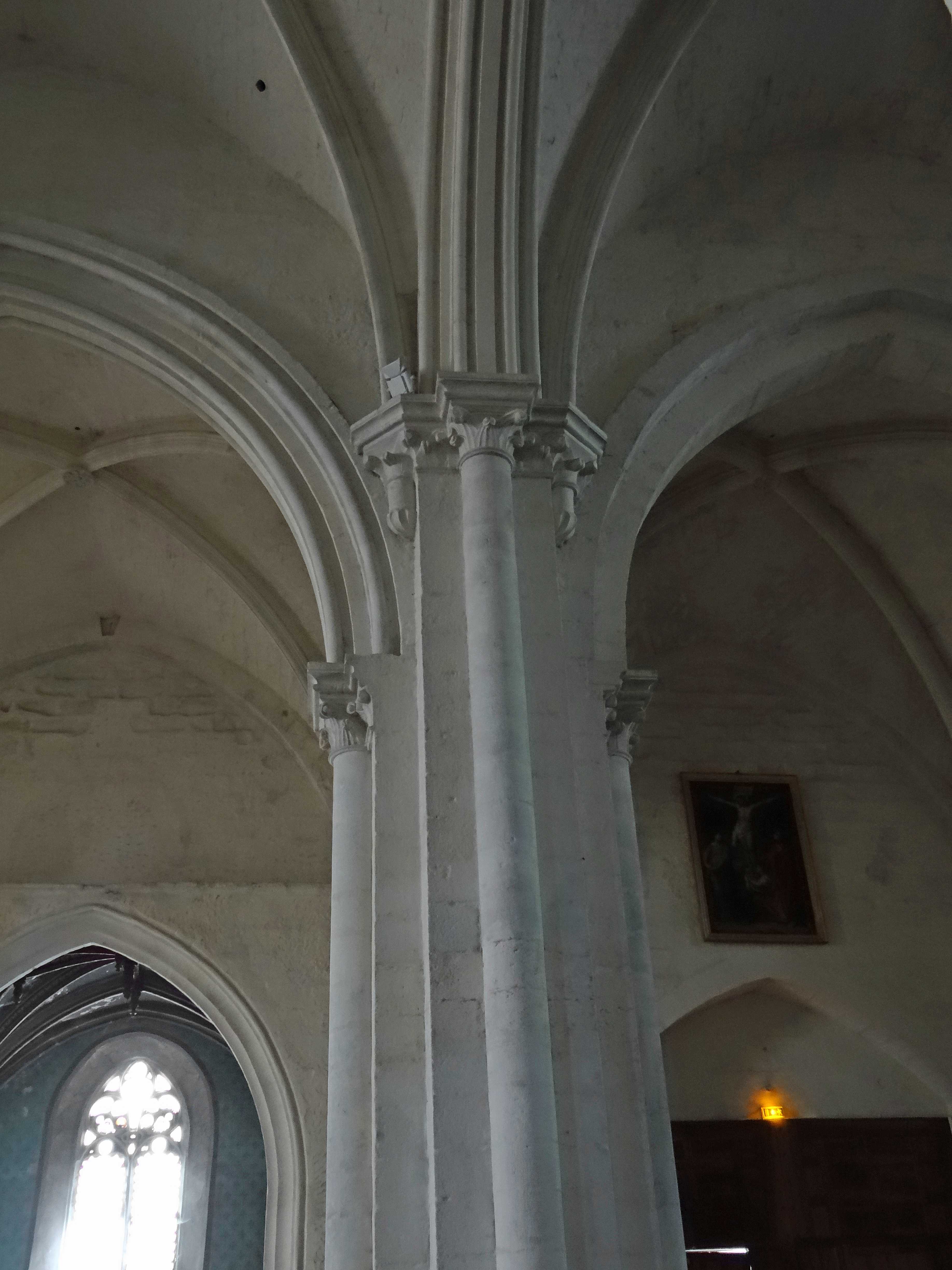
Pilier et détail des appuis des ogives.
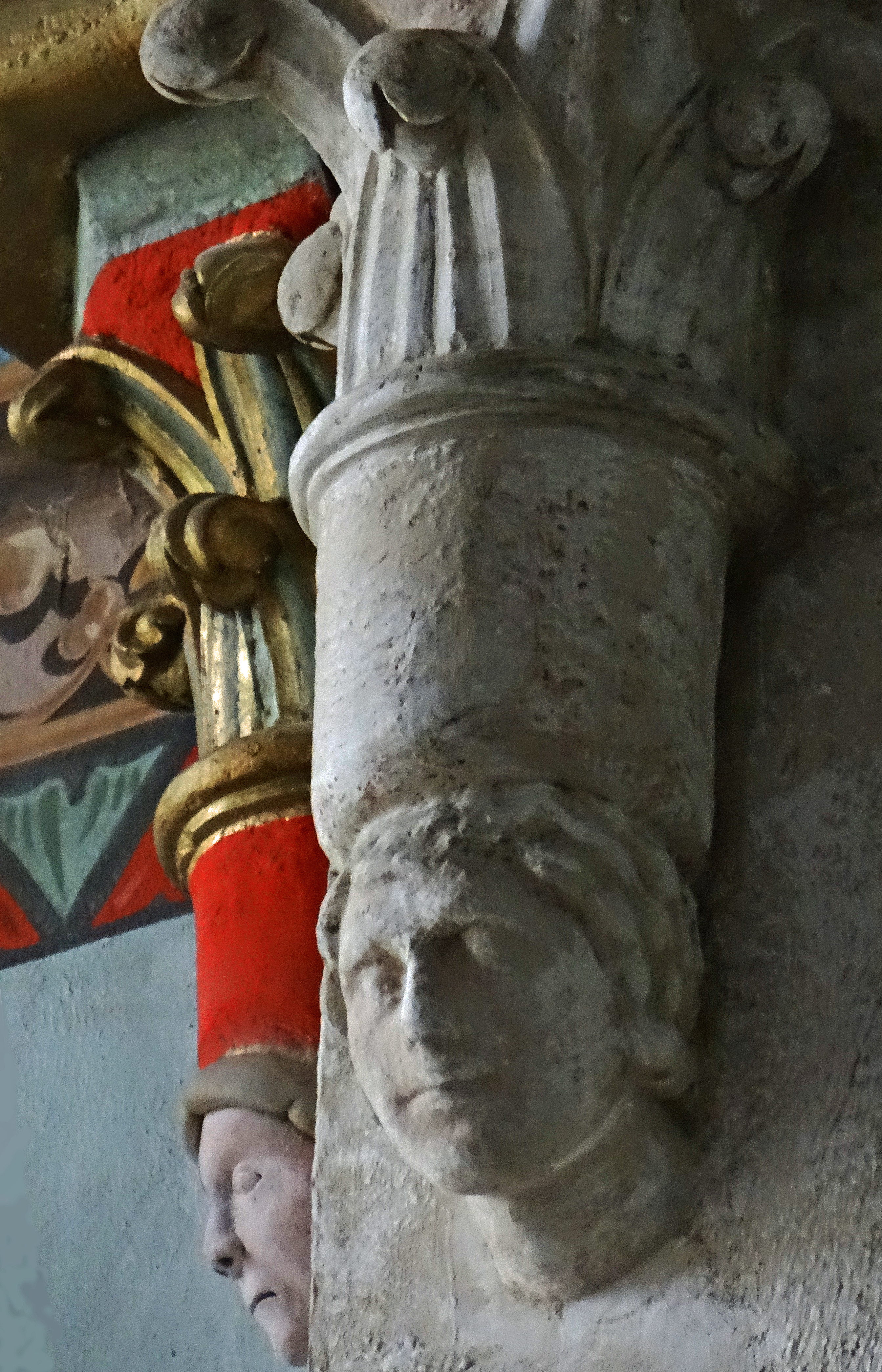
Détail des culots des ogives de l'abside.
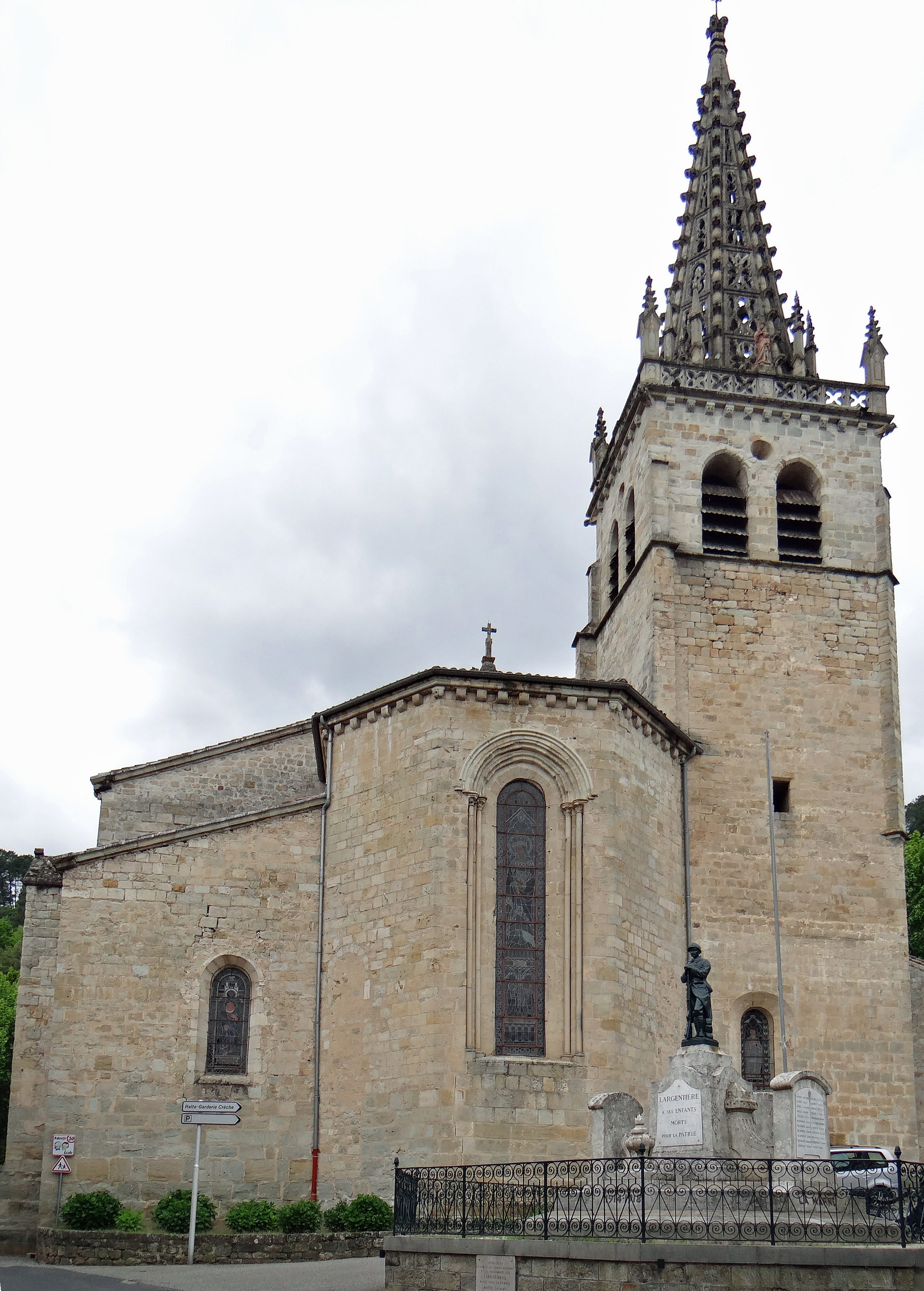
Chevet et clocher.

## Décor
La chaire de l'église provient de l'église des Cordeliers. Une inscription en langue romane peut être traduite : « l'an 1490 et le V octobre moi Pierre Garnier de Coulens ai donné cette chaire au couvent des Frères Mineurs de Largentière ».
Un sarcophage du XIIIe siècle provenant de l'ancien cimetière des Cordeliers a été déposé dans l'église en 1953.
Une statue de la Vierge à l'Enfant du XVIIe siècle est une reproduction d'une statue disparue pendant les guerres de Religion.
Les peintures murales (chœur, nefs, chapelles) datent du XIXe siècle. Le peintre Molinari a décoré en 1833 le chœur d'un Saint Paul et des quatre Évangélistes. Il a aussi fait la décoration des voûtes du chœur et des deux chapelles jouxtant le sanctuaire. Son œuvre a été étouffée ou a en partie disparu par une deuxième équipe de peintres en 1856.

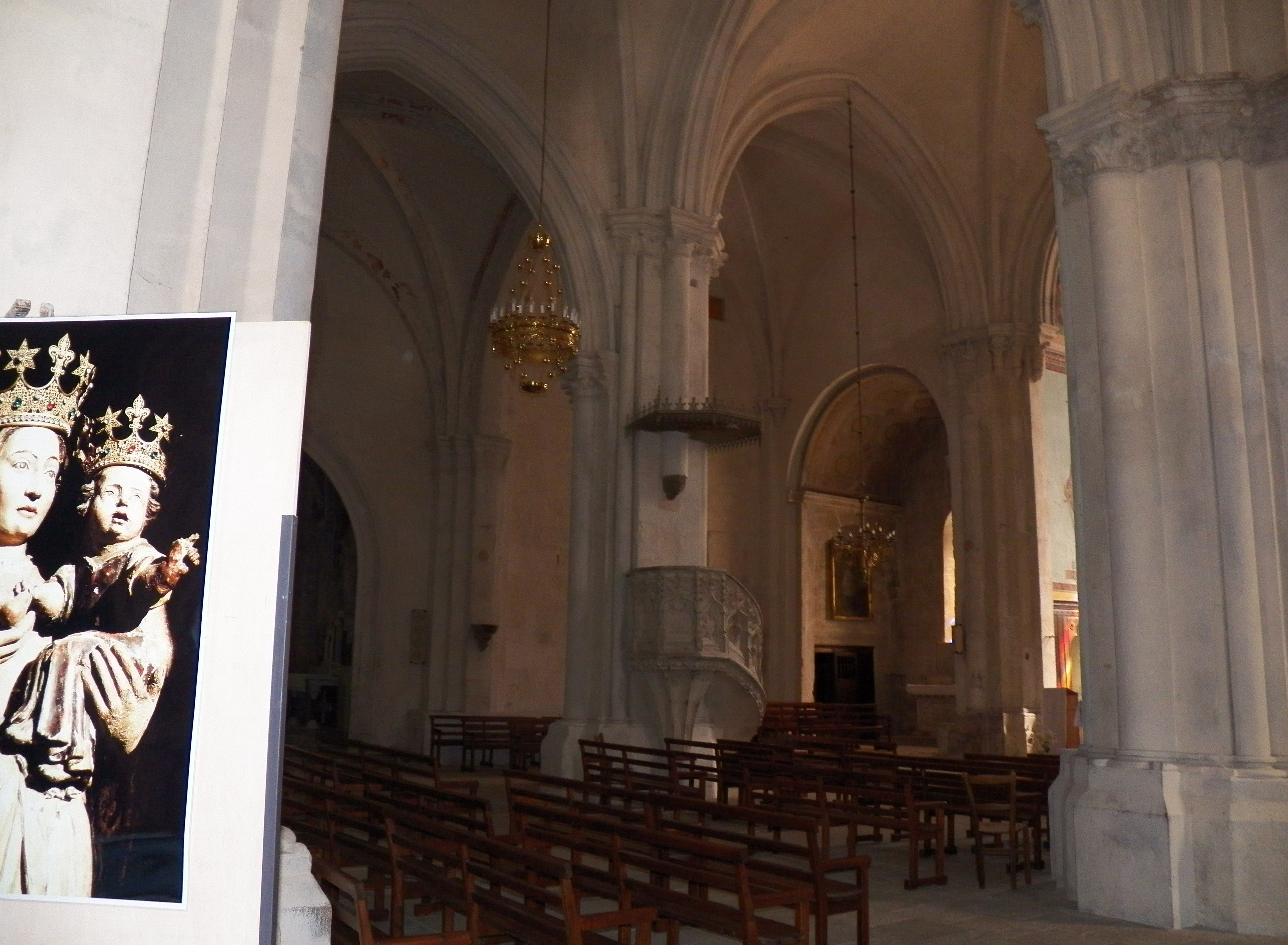
La chaire de l'ancien couvent des Cordeliers.
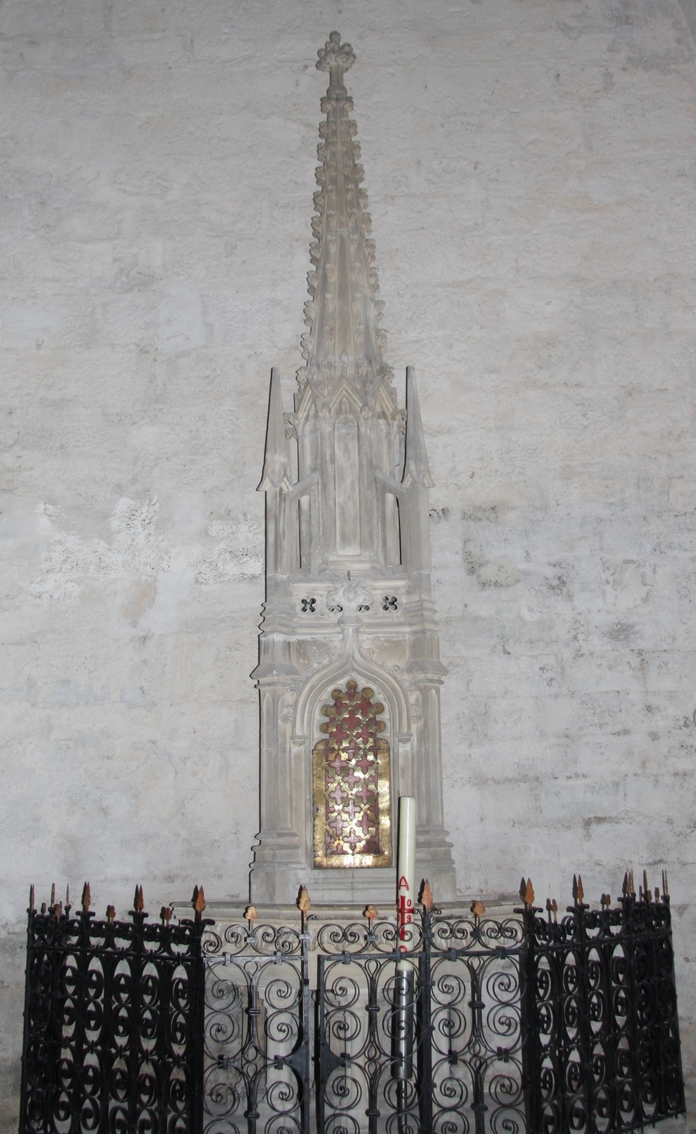
Détail de l'intérieur.
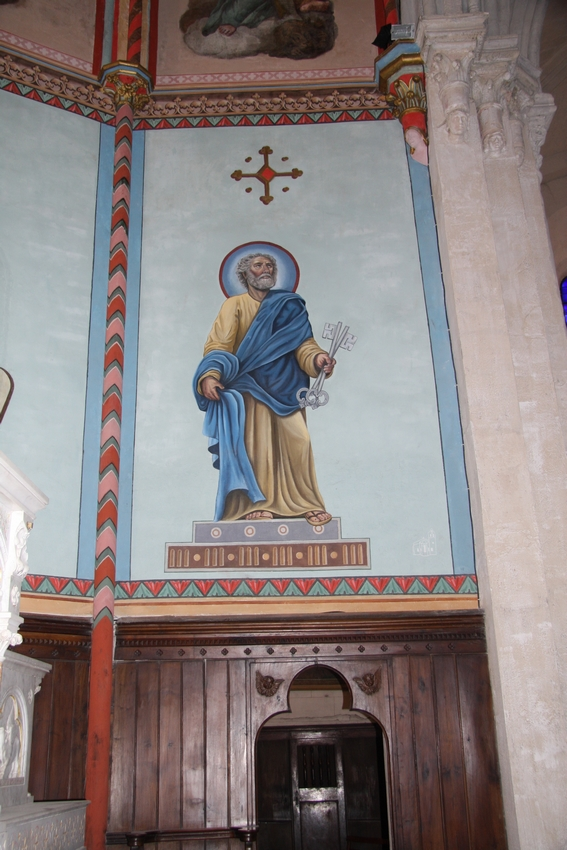
Peinture murale de l'abside : saint Pierre.
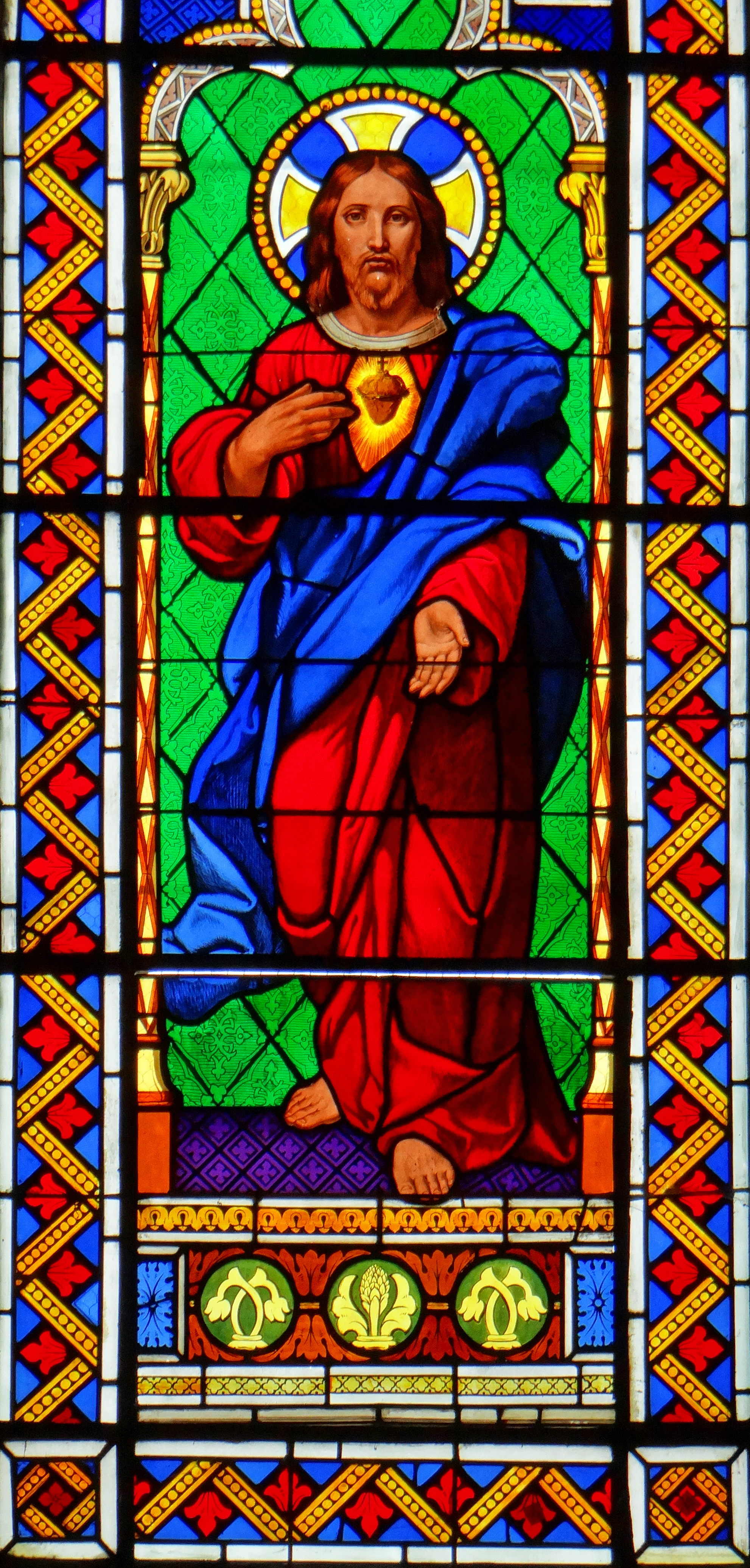
Vitrail du Sacré Cœur de Jésus.
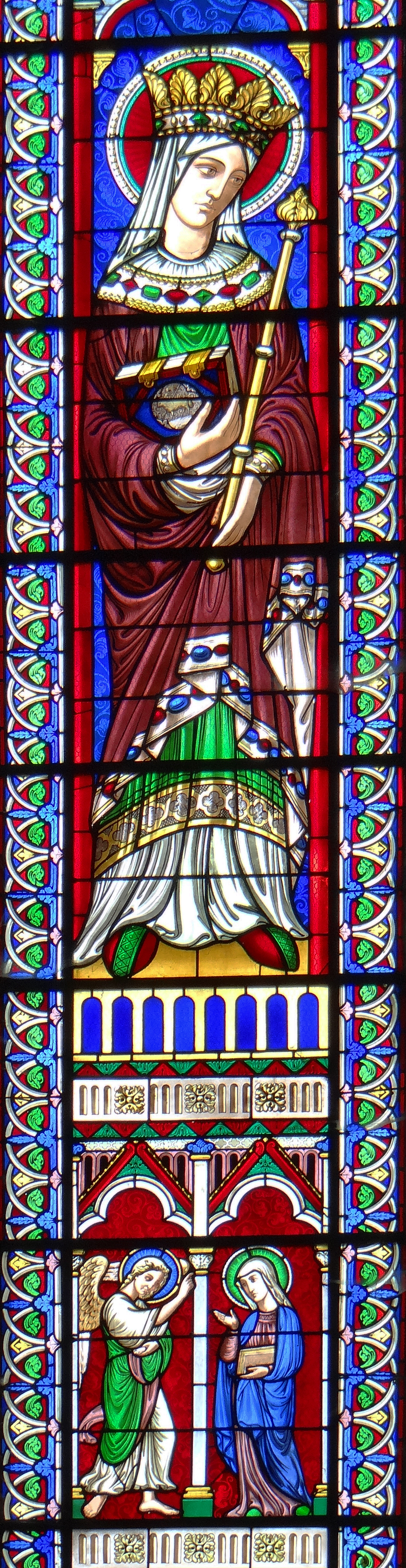
Vitrail de la Vierge et Annonciation.
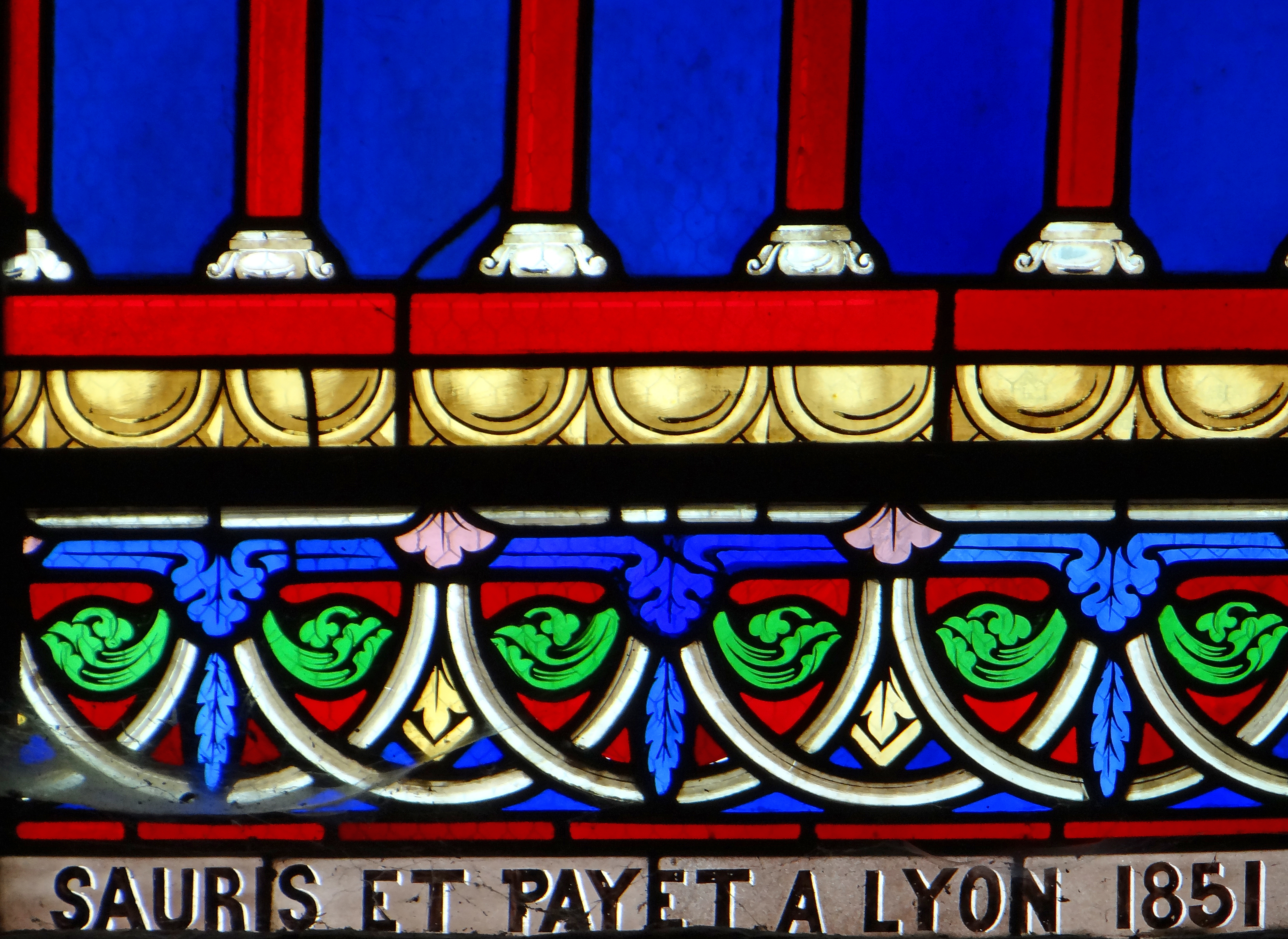
Vitrail signé Sauris et Payet à Lyon 1851[10].